# Velké Losiny
Velké Losiny (in tedesco Groß Ullersdorf) è un comune della Repubblica Ceca facente parte del distretto di Šumperk, nella regione di Olomouc.

## Monumenti e luoghi d'interesse

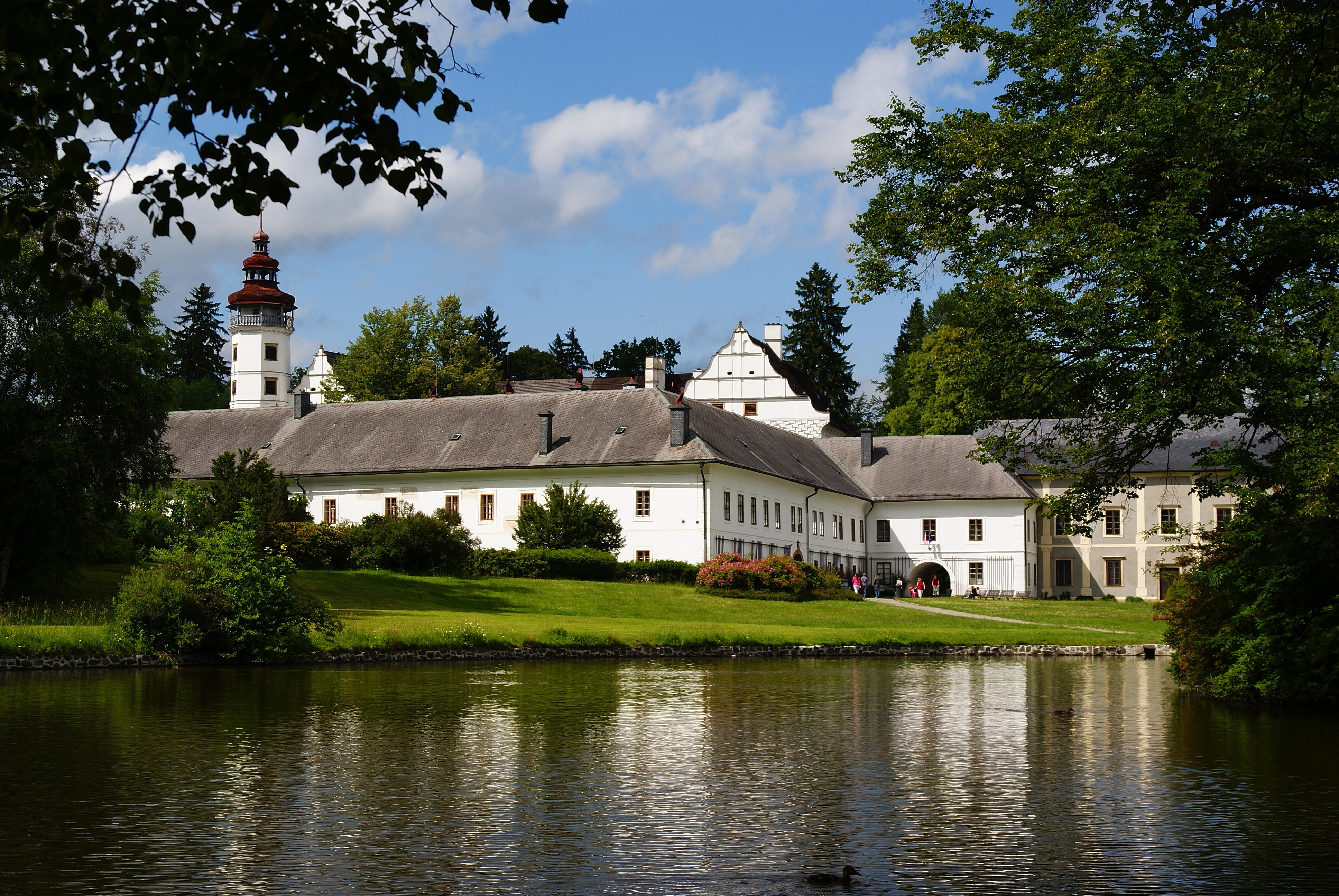
Il castello di Losiny visto dal parco

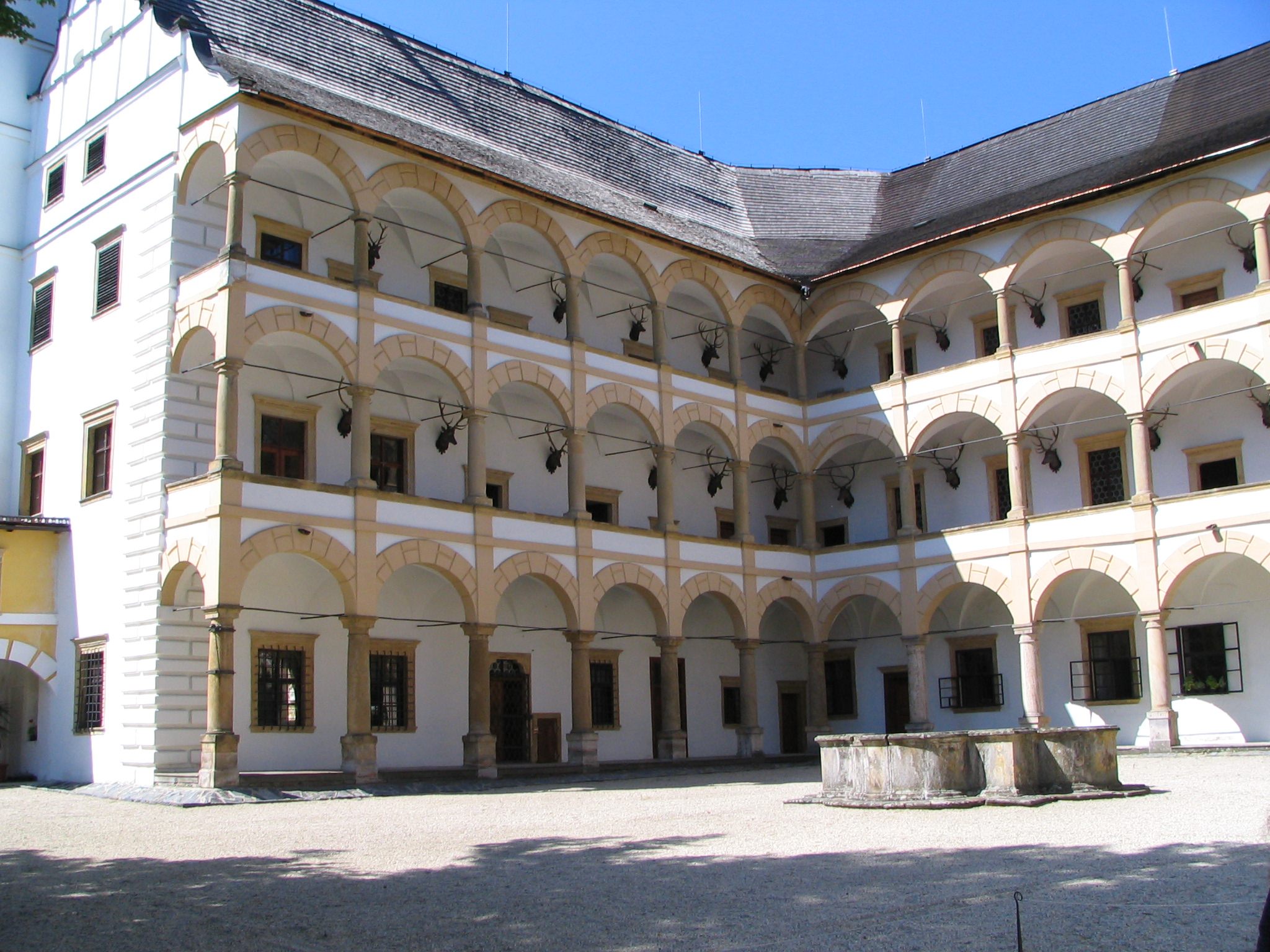
Cortile porticato

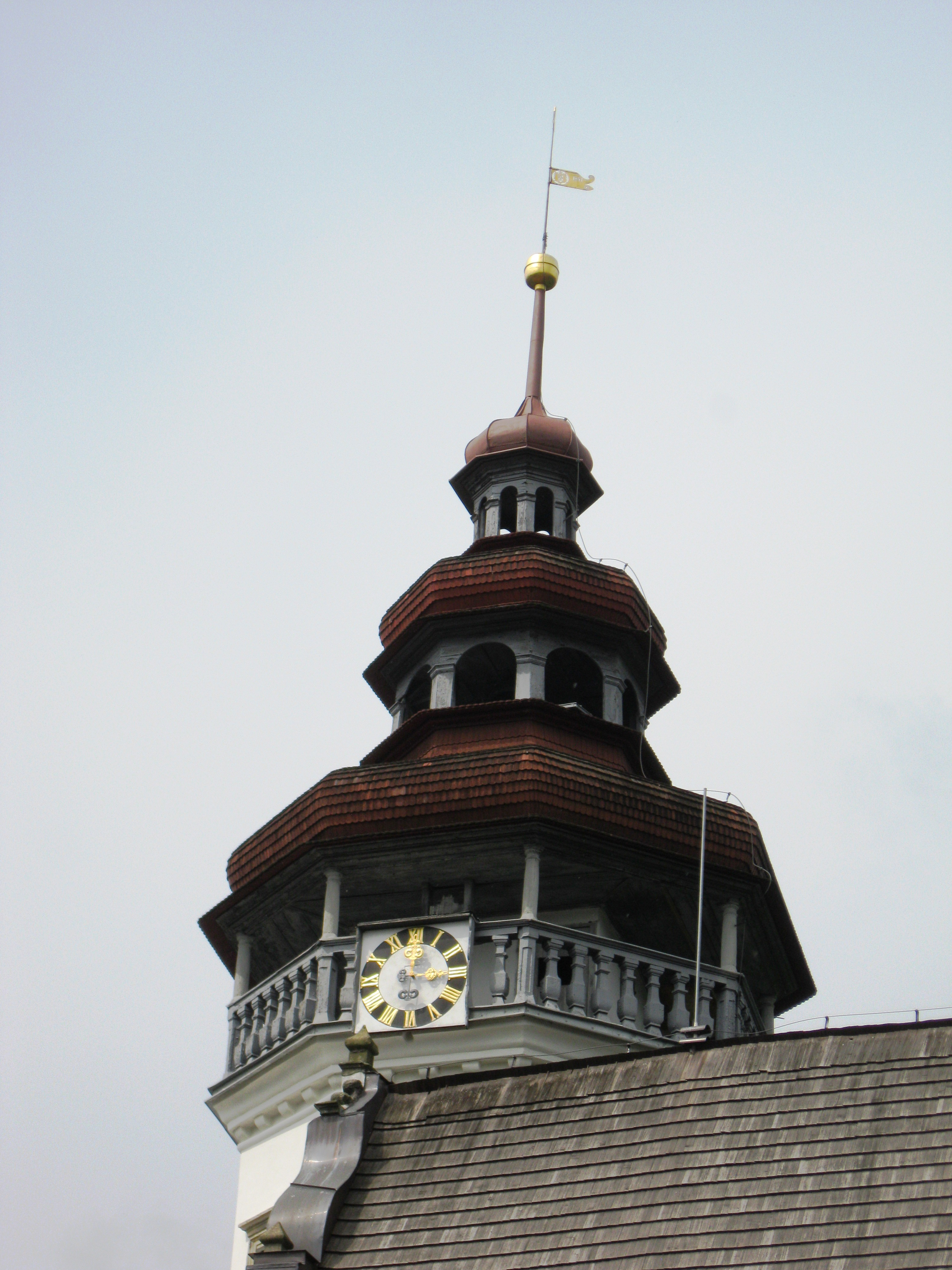
Torre ottagonale

- Castello di Velké Losiny. Il castello[1] rinascimentale della nobile famiglia Zierotin venne fondato nel 1531.  Caratteristiche di quest'epoca sono le decorazioni a sgraffito in facciata. Nel XVII secolo venne aggiunto un corpo di fabbrica a tre ali, con un porticato in stile barocco. All'interno del castello sono custodite collezioni d'arte, con ritratti della famiglia Zierotin e arredamenti in stile Impero risalenti all'epoca in cui il castello era passato al Casato di Liechtenstein (1802-1945). Dopo la guerra dei trent'anni, nell'ambito della ricattolicizzazione di Boemia e Moravia, dal 1678 al 1692 il castello fu teatro di una serie di processi nell'ambito della caccia alle streghe.  Dal nome dell'inquisitore Heinrich Franz Boblig, questa persecuzione venne chiamata La caccia alle streghe di Boblig. Nel 1908 Luigi del Liechtenstein scelse il castello di Losiny come dimora abituale per sé e per la sua famiglia. Il castello è di proprietà statale.